# 月亮河彝族布依族苗族乡
月亮河彝族布依族苗族乡是中华人民共和国贵州省六盤水市六枝特区下辖的一个民族乡。
2015年3月27日，贵州省人民政府批复同意六枝特区乡镇行政区划调整，新设置的月亮河彝族布依族苗族乡辖原陇脚布依族乡、折溪彝族乡，乡人民政府驻花德村。

## 行政区划
月亮河彝族布依族苗族乡下辖以下村级行政区划单位：
木伐田村、直溜村、把仕寨村、折溪村、隆茂村、洛阳村、中寨村、六堡村、滥坝村、花德社区、新春村、补雨村、花德村、月亮河村、牧场村、何家寨村、大坝村和郭家寨村。